# Италијански градови-државе
Италијански градови-државе су били бројни политички и независни територијални ентитети који су постојали на Апенинском полуострву од старог века до стварања Краљевине Италије у касном 19. веку.
Древни италијански градови-државе су били етрусканског (легендарних етрусканских дванаест градова – dodecapolis), латинског, од којих је најпознатији Рим, и грчког (Велика Грчка), али и умбријског, келтског и других порекла. Након пада Западног римског царства, урбана насеља у Италији су углавном уживала већу дуготрајност од насеља у западној Европи. Многи од ових градова су потекли од етрусканских, умбријских и римских градова који су били постојали у Римском царству. Републиканске институције Рима су такође биле преживеле.
Владари неких од ових градова су били феудални господари са подређеном радном снагом и великим поседима, али до 11. века, многи градови, укључујући Венецију, Милано, Фиренцу, Ђенову, Пизу, Луку, Кремону, Сијену, Читу ди Кастело, Перуђу, и многе друге, су били постали велике трговачке метрополе, способне да добију независност од њихових формалних владара. Неки од ових градова су постали утицајнији, што им је омогућило да се уздигну у војводства и поморска царства.

## Стари век
Градови Велике Грчке и Етрурије су неки од најранијих примера градова-држава у Италији. Латинска насеобина Рим је такође била град-држава, основана 753. године пре нове ере. Рим је евентуално основао многе колоније и муниципијуме на ранијим етрусканским, умбријским или келтским насеобинама широм Италије. Мрежа римских градова у Италији је преживела пад Западног римског царства и представљала је основу за поновну појаву градова-држава у средњовековном периоду.

## Средњи и нови век
Међу најранијим средњовековним градовима-државама у Италији, који су почели да се појављују већ у 7. веку, су били војводства Напуљ, Амалфи, Гаета, као и Млетачка република, који, иако под формалном византијском контролом, су били практично независни. Војводства Сполето и Беневент су били под ломбардском контролом.

### Комуне
Други рани италијански градови-државе који су се појавили у северној и средњој Италији су се појавили као резултат борбе за већу аутономију током владавине Светог римског царства. Ломбардски савез је био савез чији су део на његовом врхунцу били већина градова у северној Италији, укључујући Милано, Пјаченцу,Кремону, Мантову, Крему, Бергамо, Брешу, Болоњу, Падову, Тревизо, Виченцу, Верону, Лоди, Ређо Емилију и Парму, иако су се чланови савеза мењали кроз време. Други градови-државе су се асоцирали са овим „градовима комунама“, попут Ђенове, Торина и, у централној Италији, градова-држава Фиренце, Пизе, Луке, Сијене, Анконе, Чите ди Кастело, Перуђе, Тернија и Асизија, између осталих.

### Војводства
Јужно од Рима и Папске државе су се налазила војводства Салерно, Амалфи, Напуљ и Гаета. Други независни градови су били Бари и Трани, који су се ујединили у новонасталој норманској Краљевини Сицилији 1130. године.

### Поморске републике
Амалфи, Гаета и Млетачка република у 11. веку су већ биле аутономне поморске републике. Око 1100. године, Ђенова, Пиза и Анкона су се такође појавиле као независне поморске републике: трговина, бродоградња и банкарство су им помогли у издржавању моћних морнарица на Медитерану током средњовековног периода.
| Име државе           | Главни град | Време владавине |
| -------------------- | ----------- | --------------- |
| Млетачка република   | Венеција    | 697–1797. г.    |
| Војводство Гаета     | Гаета       | 839–1140. г.    |
| Војводство Амалфи    | Амалфи      | 958–1137. г.    |
| Република Пиза       | Пиза        | 1000–1406. г.   |
| Република Ђенова     | Ђенова      | 1000–1797. г.   |
| Република Анкона     | Анкона      | 1000–1532. г.   |
| Република Ноли       | Ноли        | 1192–1797. г.   |
| Дубровачка република | Дубровник   | 1358–1808. г.   |

## Разлика у односу на северну Европу
Између 12. и 13. века, Италија се увелико разликовала од феудалне Европе северно од Алпа. Полуострво је било мешавина политичких и културних елемената, а не уједињена држава.
Изразито брдовит рељеф Апенинског полуострва је онемогућавао ефективну комуникацију између градова. Изузетак је била Падска низија: била је једина велика, равна целина, и већина држава које су се налазиле у њој су често трпеле нападе и инвазије. Државе које су најдуже преживеле су се налазиле у неравнијим регионима, попут Фиренце и Венеције, коју је штитила лагуна око ње.
Алпи су онемогућавали царевима Светог римског царства или разним немачким војводама и господарима да нападну север Италије, чувајући регион од трајне немачке политичке контроле. Углавном због ових разлога, на Апенинском полуострву није било јаких монархија, за разлику од остатка Европе. Владавина Светог римског царства над севером Италије, посебно након 1177. године, је дефакто била само формална. У том региону су се налазили аутономни (понекад дефакто независни) градови-државе.
Иако су су урбани и републикански сензибилитети из времена Римског царства и даље били присутни на Апенинском полуострву, многи нови покрети су се појавили и многе промене су се одвиле. Италија је прво осетила промене у остатку Европе од 11. до 13. века. Неке од промена су биле:
- пораст становништва – становништво се удвостручило у овом периоду
- појављивање великих градова (Венеција, Фиренца и Милано су имали преко 100.000 становника до 13. века, а многи други градови, попут Ђенове, Болоње и Вероне, су имали преко 50.000 становника)
- обнављање великих катедрала
- велике миграције становништва од села у градове (Италија је имала стопу урбанизације од 20%, чинећи је најурбанизованијим регионом на свету у то време)
- пољопривредна револуција
- развој трговине

## Економија
Процењено је да се приход по глави у северној Италији утростручио од 11. до 15. века. Италијанско друштво је било врло друштвено покретљиво друштво које се ширило демографски, подстакнуто трговином која се брзо развијала.
У 14. веку, док је Ренесанса у Италији почињала, Италија је била економски центар западне Европе: италијанске државе су биле највећи произвођачи вунених производа. Због епидемије бубонске куге 1348. године, појављивања енглеске вунене индустрије и честог ратовања у региону, Италија је привремено изгубила своју економску предност. До касног 15. века, Италија је поново контролисала трговину по Средоземном мору. Вунена индустрија је доживела привремену обнову, а такође је почела трговина луксузним предметима попут керамике, стаклених производа, чипке и свиле.
Италијанске државе никад нису повратиле свој статус главних произвођача текстилних производа. Иако се банкарство први пут појавило на Апенинском полуострву, немачке и холандске банке су до 16. века почеле да надмашују италијанске банке у послу. Откриће Америка и успостављање нових трговинских рута до Африке и Индије од стране Португалаца су изазвале да Италија изгуби статус економске силе, која је у 16. веку постала Португал, у 17. веку Холандија, а у 18. веку Уједињено Краљевство.

## Писменост
До 13. века, северна и средња Италија су постале најписменији региони на свету. Више од трећине мушког становништва је могло да чита народни језик (невиђена стопа од пада Западног римског царства), као и мали али значајни број жена.
Умеће рачунања је такође било врло распрострањено у италијанским градовима-државама, због нових облика књиговодства који су били неопходни за трговачку основу друштва. Неке од најраспрострањенијих књига, попут Књиге рачуна (Liber Abaci) Леонарда Фибоначија из Пизе, су садржале примене математике и аритметике у пословању или су биле приручници у пословању засновани на напредном рачунању.
Заиста, Лука Пачоли је помогао у настанку банкарског система стварањем двојног књиговодства. Његова расправа о књиговодству од 27 страна је садржала први познати објављени рад о тој теми, и за њу се верује да је поставила темеље двојног књиговодства, које се и данас користи.

## Комуне
Током 11. века, нова политичка и друштвена структура се појавила у Италији: средњовековна комуна. Грађанска култура која је настајала у комунама је била изузетна. У неким местима где су настале комуне (нпр. Британија и Француска), оне су биле апсорбоване од стране монархистичких држава у развоју. Комуне су преживеле у северној и средњој Италији и у малом броју других региона широм Европе и евентуално су се претвориле у независне и моћне градове-државе.
У Италији, одвајање комуна од њихових феудалних господара се одиграло од касног 12. до средине 13. века, током борбе за инвеституру између папе и цара Светог римског царства: Милано је водио ломбардске градове против царева Светог римског царства и поразио их је, обезбеђујући независност (битка код Лењана 1176. године и код парме 1248. године, видети Ломбардски савез).
Неки италијански градови-државе су постали велике војне силе врло рано у свом постојању. Млетачка република и Ђенова су знатно прошириле своје поседе широм Средоземног и Црног мора, чиме су представљале претњу растућем Османском царству. Током Четвртог крсташког рата, Млетачка република је освојила три осмине Византијског царства.
Поморске републике су један од главних примера друштва заснованог на грађанској и друштвеној структури чији су темељи били трговина и размена знања са деловима света ван западне Европе. Млетачка република и Ђенова, на пример, су имале битне трговинске везе са византијским и муслиманским светом, што је утицало на развој ренесансе у Италији.
До касног 12. века, ново и изузетно друштво се појавило у северној Италији; имућно, друштвено покретљиво, растуће, са помешаном аристократијом и урбаном класом бургера (borghese), заинтересованом за градске институције и републиканску владу. Ипак, многи градови-државе су имали насилне фракције засноване на породици и братству, које су ометале кохезију у овим градовима (на пример гвелфи и гибелини).

## Војводства
До 1300. године, већина ових република су постале династичке државе под контролом група људи са ауторитетом које су се звале сињорије. Изузеци су биле Млетачка република, Фиренца, Ђенова, Лука и неколико других, које су остале републике окружене растућим бројем монархија у Европи. У многим случајевима, до 1400. године, сињорије су успевале да оснују стабилне династије у градовима (или групама градова) које су контролисале, добијајући титулу сувереног племства од њихових формалних господара. На пример, Ђан-Галеацо Висконти је купио титулу војводе Милана од краља Вацлава IV за 100.000 златних фиорина.

## Регионалне силе и нестанак градова-држава
У 14. и 15. веку, Милано, Млетачка република и Фиренца су успели да освоје друге градове-државе, претворивши се у регионалне силе. Мир код Лодија, потписан 1454. године, је прекинуо борбу ова три града за хегемонију, успостављајући равнотежу моћи и стварајући услове за почетак италијанске ренесансе.
На почетку 16. века, осим неких градова-држава попут Ђенове, Луке или Сан Марина, једино је Млетачка република успела да одржи своју независност и да парира другим европским монархијама, попут Француске, Шпаније и Османског царства (видети Италијанске ратове).